# Episodi de La lunga notte - La caduta del Duce
La serie televisiva La lunga notte - La caduta del Duce, composta da 6 episodi, è stata trasmessa in prima visione e in prima serata su Rai 1 il 29, 30 e 31 gennaio 2024. In contemporanea con la messa in onda del primo episodio il 29 gennaio, l'intera serie è stata caricata sulla piattaforma streaming RaiPlay.
| nº | Titolo     | Pubblicazione   | Prima TV        |
| -- | ---------- | --------------- | --------------- |
| 1  | Episodio 1 | 29 gennaio 2024 | 29 gennaio 2024 |
| 2  | Episodio 2 | 29 gennaio 2024 | 29 gennaio 2024 |
| 3  | Episodio 3 | 29 gennaio 2024 | 30 gennaio 2024 |
| 4  | Episodio 4 | 29 gennaio 2024 | 30 gennaio 2024 |
| 5  | Episodio 5 | 29 gennaio 2024 | 31 gennaio 2024 |
| 6  | Episodio 6 | 29 gennaio 2024 | 31 gennaio 2024 |

## Episodio 1
Roma, luglio 1943.
Il capitano Furio Niccolai, sospettato di attività antifascista, viene arrestato e torturato dagli agenti dell’OVRA, la polizia segreta guidata da Ugo Ruggeri. Il Presidente della Camera dei Fasci Dino Grandi si attiva subito con il Duce per fare liberare Niccolai che gli aveva salvato la vita sul Carso e che è riconosciuto come eroe di guerra. Il capitano viene rilasciato per volere di Mussolini e, tornato a casa, racconta a Grandi che è stato arrestato perché volevano sapere da lui i nomi di chi è scontento del Duce nell’esercito. Una sera Furio Niccolai, mentre sta rincasando, viene aggredito dagli agenti dell’OVRA e gettato nella tromba delle scale morendo sul colpo. Grandi è preoccupato per la situazione e il Re Vittorio Emanuele III di Savoia gli suggerisce di riunire il Gran consiglio del Fascismo. Grandi prende coraggio e ne parla con l’ex Presidente del Senato Luigi Federzoni non sapendo di essere sorvegliato da Ruggeri.
- Ascolti: telespettatori 3 560 000 – share 19,8%.[2]

## Episodio 2
9 luglio. Gli americani stanno sbarcando in Sicilia e Federzoni sveglia Grandi nel cuore della notte per comunicargli la notizia. Il Presidente della Camera vuole quindi accelerare e tenta invano di coinvolgere anche Carlo Scorza, il segretario del Partito Fascista. Anche la principessa Maria José del Belgio prende iniziativa personale e incontra monsignor Montini per cercare una via d’uscita e per ritagliare nell’operazione di pace un ruolo di primo piano al marito Umberto II di Savoia. Il Duce, furioso per l'avvenuto sbarco, ordina che tutti i gerarchi tengano dei comizi nelle proprie città per risvegliare l’orgoglio nazionale ma Grandi si rifiuta. Mussolini convoca tutti i gerarchi a Palazzo Venezia, scoprendo che sono concordi nel chiedere la convocazione del Gran consiglio del Fascismo, e ordina a Ruggeri di arrestare Grandi.
- Altri interpreti: Giulio Cristini (Emilio).
- Ascolti: telespettatori 3 560 000 – share 19,8%.[2]

## Episodio 3
Ruggeri e gli agenti dell’OVRA vengono fermati mentre stanno per arrestare Grandi alla Camera perché il Duce ha cambiato idea e vuole capire chi altro la pensa come lui. Gli americani sono sempre più vicini a Roma e Mussolini sembra aver perso il controllo della situazione. Grandi, dopo aver cercato di spronare il Re, si reca al Comando delle forze armate Sud per convincere Umberto di Savoia a rimuovere Mussolini impiegando l’esercito ma il Principe lo liquida in fretta. Edda Mussolini cerca di convincere il padre delle cattive intenzioni di Clara Petacci e degli imbrogli compiuti dal fratello Marcello ma il Duce non vuole rinunciare alla sua amante e la mette in riga.
Feltre, 19 luglio. La dura discussione tra Mussolini e Hitler viene interrotta da Giuseppe Cordero Lanza di Montezemolo il quale comunica che Roma è appena stata bombardata e quindi il Duce torna immediatamente nella Capitale disponendo inoltre che Clara Petacci venga bandita da Palazzo Venezia. Nel frattempo Grandi cerca di fare leva su Maria Josè affinché lo aiuti a convincere Umberto II a rimuovere il Duce ma la principessa non vuole appoggiarlo perché è un fascista. Mussolini intanto convoca il Gran consiglio perché vuole guardare in faccia i traditori e Grandi ne è sorpreso.
- Altri interpreti: Ralph Palka (Albert Kesselring), Massimiliano Varrese (Giuseppe Cordero Lanza di Montezemolo), Ludovico Fremont (Marcello Petacci), Giulio Cristini (Emilio).
- Ascolti: telespettatori 3 204 000 – share 17,7%.[3]

## Episodio 4
Luigi Federzoni e Giuseppe Bottai sembrano aver convinto Galeazzo Ciano a schierarsi dalla loro parte in vista del Gran consiglio ma Grandi non si fida del genero del Duce il quale, dopo un diverbio, lascia il suo ufficio. Umberto II scopre che la moglie sta portando avanti delle trattative di pace a suo nome e la rimprovera duramente. Il Principe, con gli angloamericani che stanno avanzando, cerca quindi di convincere il padre ad esautorare Mussolini ma il Re dice che ha le mani legate temendo che il Duce abbia convocato il Gran consiglio per modificare la linea dinastica dei Savoia. Italo Niccolai, figlio di Furio, viene visto in compagnia di Beatrice Grandi, nipote di Dino. Il gerarca proibisce alla nipote di frequentare il ragazzo perché si è unito agli antifascisti ma la giovane è troppo innamorata e i due continuano a vedersi di nascosto. Grandi viene avvicinato da Ingrid Eriksson, una giornalista svedese mandata da Winston Churchill a sondare il terreno per un suo possibile incarico da primo ministro al posto di Mussolini. Grandi e Ciano stringono quindi un accordo: per il post-Mussolini faranno una staffetta come primo ministro e segretario di partito. Marcello Petacci viene a sapere la cosa da un uomo di Ciano e la sorella, ormai impossibilitata ad avvisare direttamente il Duce, fa arrivare la notizia ad Edda attraverso il colonnello Eugen Dollmann; poco dopo la figlia di Mussolini nota il marito parlare proprio con Grandi ma lui minimizza la cosa. Grandi avvicina Italo intimandogli di non frequentare più sua nipote ma il ragazzo non sembra temerlo e lo sfida anche sul piano politico. Clara Petacci, dopo essere stata rimproverata duramente dalla madre per aver perso Mussolini, tenta il suicidio.
- Altri interpreti: Massimiliano Varrese (Giuseppe Cordero Lanza di Montezemolo), Ludovico Fremont (Marcello Petacci), Magdalena Grochowska (Ingrid Eriksson), Giulio Cristini (Emilio).
- Ascolti: telespettatori 3 204 000 – share 17,7%.[3]

## Episodio 5
La Petacci ha ingerito dei barbiturici ma è stata salvata; il Duce legge la sua lettera nella quale riferiva del tradimento di Ciano che quindi viene tenuto sotto sorveglianza. Galeazzo tranquillizza la moglie dicendo che non tradirà suo padre e che sta facendo il doppio gioco per consegnare i traditori al Duce così da fargli una bella impressione. Vittorio Ambrosio, Capo di stato maggiore dell'Esercito Italiano, riporta al Re la dura discussione avvenuta tra Hitler e Mussolini a Feltre e gli propone di fermare il Duce ma il Savoia non è per niente convinto e chiede consiglio a Pietro Badoglio il quale gli dice che il successore di Mussolini dovrà essere un suo fedelissimo. Il Re riceve il Duce e gli dice che continuerà a sostenerlo. Ciano incontra Maria Josè e le suggerisce di non tentare mosse azzardate. Alla vigilia del Gran consiglio, Grandi viene ricevuto da Mussolini e gli consiglia di passare la mano ma il Duce diventa una furia e gli urla che i disfattisti come lui verranno puniti. Maria José viene intercettata mentre parla al telefono con l’ambasciatore in Portogallo, Umberto Capodilista, e il Re ne viene messo al corrente. Grandi decide di mandare a Cremona la nipote per allontanarla da Italo ma nonostante ciò i due si promettono eterno amore.
24 luglio. È il giorno del Gran consiglio. Mussolini sostiene di dover resistere agli attacchi. Grandi sottopone ai partecipanti un ordine del giorno per la restituzione del potere militare al Re. Il dibattito va avanti per ore e durante una pausa Mussolini propone a Grandi di diventare Ministro degli Esteri nel prossimo governo e suo futuro successore ma lui rifiuta. Nel frattempo sua moglie è stata rinchiusa in una stanza da Ruggeri.
- Altri interpreti: Ralph Palka (Albert Kesselring), Giulio Cristini (Emilio).
- Ascolti: telespettatori 3 293 000 – share 18,7%.[4]

## Episodio 6
Il Re scopre che il figlio e la nuora hanno ideato un piano di pace con gli inglesi a sua insaputa e dispone il loro allontanamento da Roma. La Petacci si presenta a Palazzo Venezia mentre è in corso la riunione e gli lascia un messaggio scritto. Il segretario del partito Scorza presenta un altro ordine del giorno ma Grandi si oppone e ottiene che il suo verrà messo ai voti: a sorpresa con 19 voti a favore (incluso quello di Ciano), 8 contrari e 1 astenuto passa la mozione del Presidente della Camera. Dopo la disfatta Mussolini prepara la vendetta contro i traditori e incontra di nuovo Claretta. Avvicinato da un emissario del Re, Grandi nega di voler alcun ruolo in un futuro governo ma si oppone alla possibilità che Badoglio possa essere il successore del Duce. Una volta tornato a casa, Grandi scopre che la moglie non è mai partita e che è sparita.
25 luglio. Mussolini minimizza l’accaduto e propone di arrestare tutti i congiurati che a suo dire avrebbero minato la stabilità della patria. Il Duce rivela che il Consiglio potrebbe cambiare la linea dinastica e che molti gerarchi non vedrebbero bene il Principe Umberto. Il Re gli fa capire di aver perso su ogni fronte e che discuteranno insieme di un nuovo governo. Al termine dell’incontrò però Mussolini con una scusa viene prelevato dai Carabinieri e poi arrestato. Grandi si presenta all’OVRA e mette in guardia Ruggeri dal toccare la moglie del futuro Presidente del Consiglio; Antonietta viene quindi liberata. Poco dopo il Re sceglie Badoglio come nuovo Presidente del Consiglio, le sedi fasciste vengono prese d’assalto e la famiglia Petacci e i Grandi riescono a scappare appena in tempo mentre Beatrice, tornata a Roma dopo un ripensamento, si ricongiunge con Italo.
- Altri interpreti: Giulio Cristini (Emilio), Ludovico Fremont (Marcello Petacci).
- Ascolti: telespettatori 3 293 000 – share 18,7%.[4]